# Tarun Tejpal
Tarun J. Tejpal (n. 1963) este un celebru jurnalist, eseist, editor și scriitor indian. A studiat economia la Universitatea din Chandigarh, citind în același timp literatura clasică occidentală și indiană, dar și autori contemporani. A fost jurnalist la India Today și Outlook și a scris articole pentru Paris Review, The Guardian, Financial Times și Prospect.
În anul 2000 a lansat Tehelka, un ziar de investigații pe internet și a devenit celebru în 2001, când a difuzat pe Tehelka un material video compromițător la adresa ministrului indian al Apărării, provocând unul dintre cele mai mari scandaluri de corupție politică din acea vreme.
Tarun Tejpal este editorul lui Arundathi Roy, căruia i-a fost decernat Booker Prize.
În 2005 a publicat romanul The Alchemy of Desire (Alchimia dorinței, Editura Nemira, 2007).

## Premii
- Prix Millepages, 2005, pentru Alchimia dorinței
- Prix des Lecteurs, 2007, pentru Alchimia dorinței
- Prix International des Medias, 2007, pentru Tehelka